# آریل مونته‌نگرو
آریل مونته‌نگرو (انگلیسی: Ariel Montenegro؛ زادهٔ ۳ نوامبر ۱۹۷۵) بازیکن فوتبال اهل آرژانتین است.
از باشگاه‌هایی که در آن بازی کرده‌است می‌توان به باشگاه اتلتیکو ایندپندینته، باشگاه فوتبال هرکولس، باشگاه فوتبال کوردوبا، باشگاه ورزشی سن لورنسو آلماگرو، و باشگاه فوتبال نومانسیا اشاره کرد.